# Cratere Lohse (Marte)
Lohse è un cratere sulla superficie di Marte.
Il cratere è dedicato all'astronomo tedesco Oswald Lohse.